# الانتخابات الرئاسية الأذربيجانية 2013

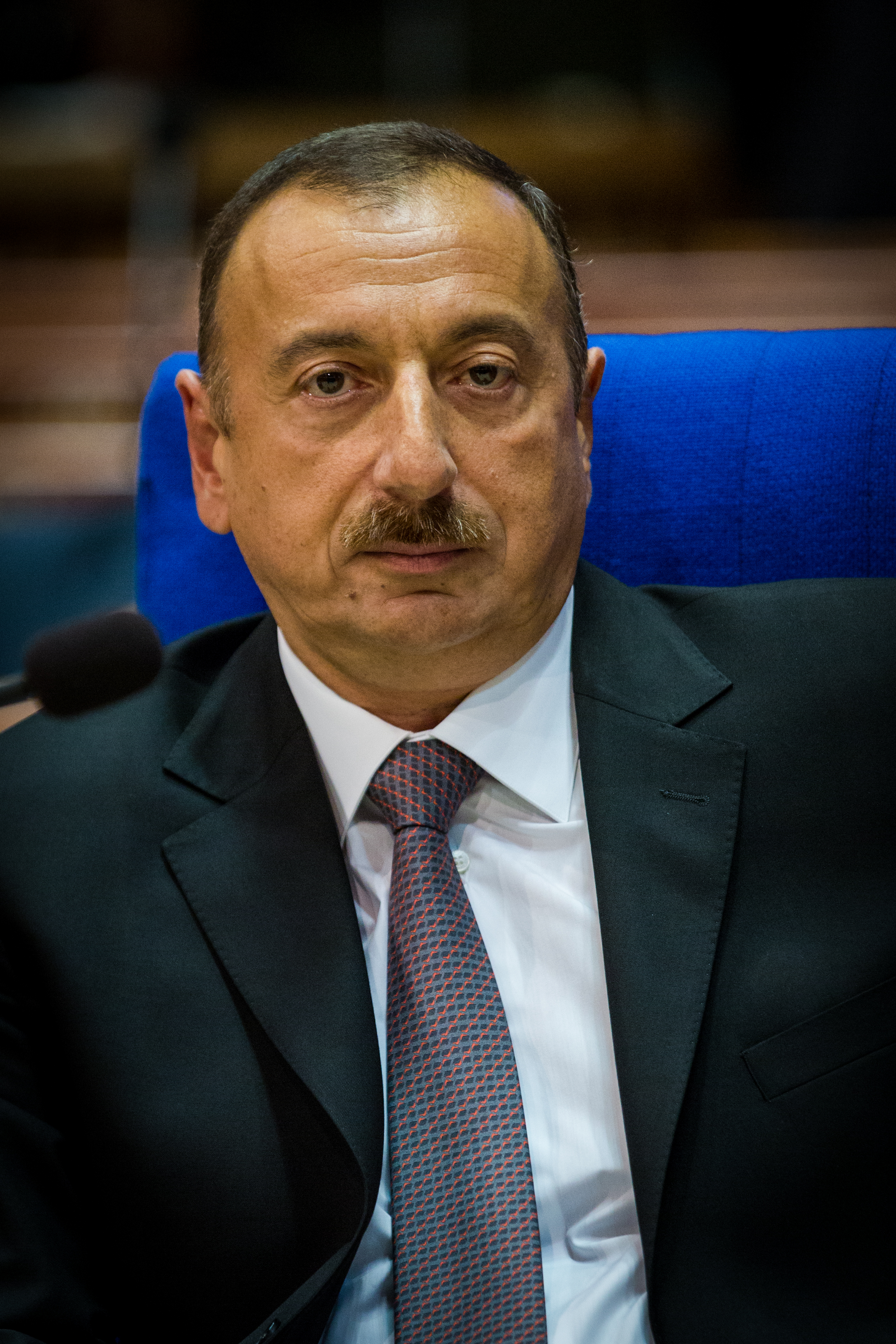
إلهام علييف.

أجريت الانتخابات الرئاسية الأذربيجانية لعام 2013 في أذربيجان 9 أكتوبر 2013 ولقد فاز الهام علييف بولاية ثالثة بنسبه 84.54% من الأصوات متفوقا على منافسه جميل حسنلي الذي حصل على مانسبه 5.53% من الأصوات.